# 利奧拉 (阿肯色州)
利奧拉（英語：Leola）是一個位於美國阿肯色州格蘭特縣的城市。

## 地理
利奧拉的座標為34°10′16″N 92°35′24″W / 34.17111°N 92.59000°W，而該地的平均海拔高度為82米（即269英尺）。

## 人口
根據2020年美國人口普查的數據，利奧拉的面積為2.21平方千米，皆為陸地。當地共有人口460人，而人口密度為每平方千米208人。